# Donnet-Zédel
Donnet fue una compañía francesa fabricante de automóviles de comienzos del siglo XX. Fundada como Donnet-Denhaut por Jérôme Donnet (anteriormente de Donnet-Lévêque) y François Denhaut en Neuilly-sur-Seine en 1914, la empresa fabricó inicialmente una línea de hidroaviones de patrulla marítima de gran éxito (la serie de hidroaviones Donnet-Denhaut) para la Marina Francesa. La compañía pasó a denominarse simplemente Donnet después de que el diseñador Denhaut dejó el negocio en 1919 (reemplazado por Maurice Percheron), y cesó de construir aeronaves al poco tiempo.

## Historia

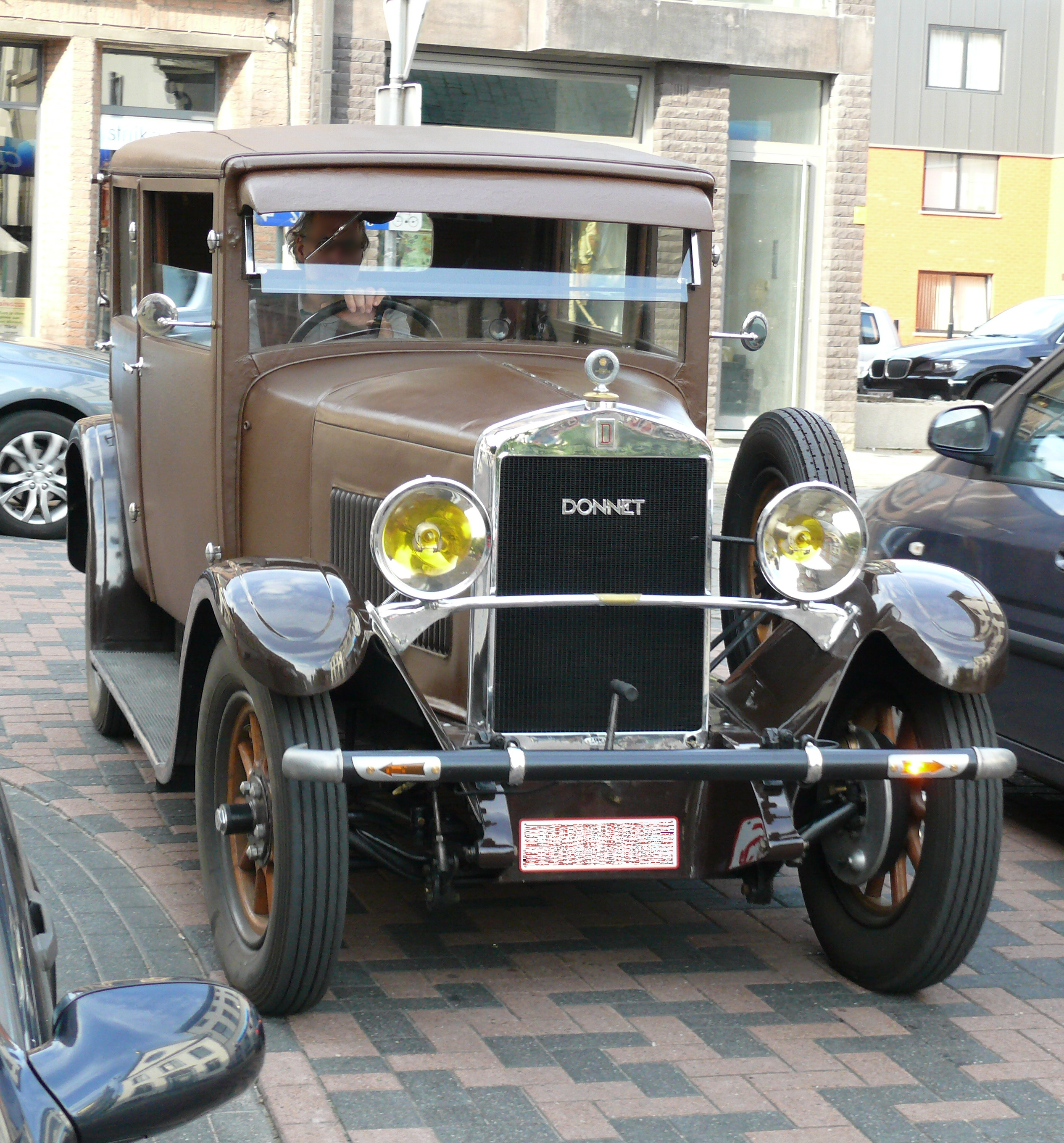
Un Donnet Zedel CI6

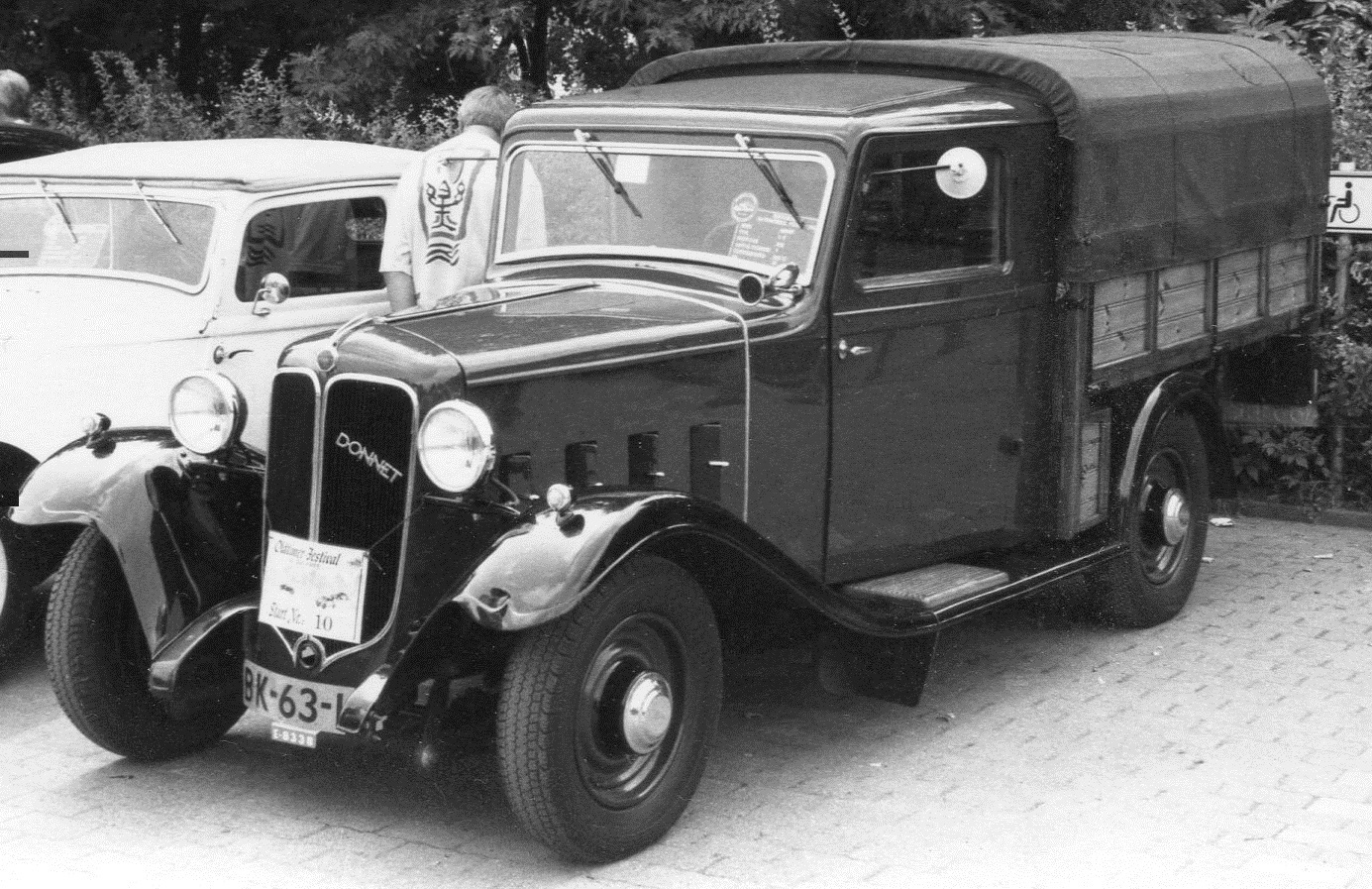
Una camioneta Donnet

Jérôme Donnet adquirió Automóbiles Zedel de Pontarlier (en Doubs, Francia) en 1919, y cambió el nombre de la empresa a Donnet-Zedel. En esta fábrica empezó a producir el Donnet-Zedel CI-6 con motor de 2120 cc, un diseño originario de 1912. Un coche nuevo, el Tipo G de 1098 cc,  fue introducido en 1925 y se vendió bien, contribuyendo a que Donnet se convirtiera en el cuarto fabricante automovilístico más grande de Francia en 1927. El Tipo G se fabricaba en una fábrica de Donnet en Gennevilliers, Sena, anteriormente dedicada a la producción de aeronaves. La mayoría de los coches producidos por Zédel, Donnet-Zédel y Donnet estaban propulsados por motores de cuatro cilindros. El motor Zédel tenía un cubicaje de 3168 cc, y el Donnet-Zédel de 1100 o 2120 cc. La factoría de Pontarlier se vendió en 1928, desapareciendo el nombre Zedel de la marca. Se lanzó una gama ampliada de coches tan pronto como la producción se reubicó en la fábrica principal de París a finales de la década de 1920.
Donnet compró a principios de 1927 una fábrica en Nanterre (departamento del Sena), propiedad de la marca Vinot-Deguingand. La factoría, a pesar de contar con unas pequeñas instalaciones, disponía de mucho terreno para su expansión. Durante el 25 Salón del Automóvil de París, en octubre de 1931, la importante inversión realizada en Nanterre permitió al fabricante presumir de ser la más moderna fábrica de automóviles del momento en Francia (...la Plus récent des usines d'automóviles françaises...).
En el Salón de 1931, Jérôme Donnet, que era un entusiasta partidario de poner en segundo plano los problemas económicos que estaba causando la Gran Depresión, promocionó un vehículo de tracción delantera y 11CV que le había encargado al (ya por entonces prestigioso) ingeniero y diseñador Jean Albert Grégoire. Este diseño montaba un motor Donnet existente de 6 cilindros y 1970 cc, combinado con un sistema de tracción delantera muy bien pensado. El diseño utilizaba una distancia entre ejes de 3000 mm, con un precio previsto de 38.900 francos, bastante moderado para un coche tan moderno. No obstante, el proyecto no había dejado de ser un prototipo, y los tres modelos en producción de Donnet exhibidos en 1931 en el Salón de París eran modelos convencionales de la gama media del mercado, propulsados por motores poco evolucionados de válvulas laterales, y con la configuración clásica de tracción trasera.
- Donnet 7CV: 4-cilindros 1324cc, distancia entre ejes 2875 mm, precio 25.900 francos[3]
- Donnet 11CV: 6-cilindros 1970cc, distancia entre ejes 2875 mm, precio 29.950 francos[3]
- Donnet 14CV: 6-cilindros 2540cc, distancia entre ejes 3200 mm, precio 38.900 francos[3]

Con la adquisición de lo que había sido la factoría de Vinot et Deguingand en Nanterre, Donnet pudo añadir el modelo Vinot-Deguingand 4CV a su gama propia en 1932. El coche era propulsado por un motor de dos tiempos de 750cc, que originalmente había sido diseñado por Marcel Violet. El pequeño coche nunca había sido vendido a gran escala por su fabricante anterior, y su vuelta al mercado ligeramente modificado con la marca Donnet tampoco mejoró la situación. En octubre de 1933 Donnet ya no lo exhibió en el 27 Salón de París, que de hecho sería la última edición de la muestra en la que se presentaría la gama de Donnet.
A pesar de que la gama de los años 1930 incluyó coches con motores de seis cilindros, la inversión financiera necesaria para el diseño de nuevos modelos estuvo muy limitada: los días de bonanza habían llegado a su fin y la producción finalizó en 1934. La moderna e impresionante fábrica de Nanterre fue vendida a SIMCA a finales de 1934.
Uno de sus mejores modelos fue un Donnet con un motor de seis cilindros y 2540 cc con válvulas laterales.

## Productos

### Aeronaves
- Hidroavión Donnet-Denhaut